# Майборода Олександр Антонович
Олександр Антонович Майборода (11 жовтня 1910 — 15 грудня 1981) — радянський діяч сільського господарства, директор радгоспів «Червона Хвиля» у Великобурлуцькому районі та «Червоний Жовтень» у Балаклійському районі Харківської області. Герой Соціалістичної праці.

## Життєпис
Олександр Майборода народився 11 жовтня 1910 року на хуторі Синельникове Вовчанського повіту Харківської губернії в українській селянській родині. Трудову діяльність почав у 1922 році, спочатку наймитував на різних роботах, потім працював столяром у вовчанській організації з будівництва житла. У 1930—1933 роках проходив службу у лавах Прикордонних військ ОДПУ на території Азербайджанської РСР.
По закінченню служби у 1933 році, працював завідувачем господарства радгоспу «Червона Хвиля» у Великобурлуцькому районі. Через два роки став завідувачем нафтосховища, а згодом керівником третього відділу того ж радгоспу. У 1939 році став членом ВКП(б).
У 1941 році став директором насінницького радгоспу «Червона хвиля». Після початку Німецько-радянської війни, разом з радгоспом був евакуйований до тилу. У 1942—1943 роках працював директором радгоспу «Пролетарій» Троїцького району Алтайського краю. У 1943 році повернувся у звільнений Великобурлуцький район де знову очолив радгосп «Червона Хвиля». Йому вдалося за короткий час відновити господарство, за що його нагородили медаллю «За доблесну працю у Великій Вітчизняній війні 1941—1945 рр.» та орденом «Знак Пошани».
Під керівництвом Олександра Майбороди щорічно росли показники економічного розвитку господарства, а у 1947 році радгосп зібрав рекордну кількість зернових культур. Особливо великі показники були у заготовленні озимої пшениці, якої було зібрано 35 центнерів зерна з гектара на загальній площі близько тисячі гектар. За «отримання високих урожаїв пшениці при виконанні радгоспом плану здачі державі сільськогосподарських продуктів у 1947 році та забезпеченості насінням зернових культур для весняної сівби 1948 року», Президія Верховної ради СРСР указом від 13 березня 1948 року надала Олександру Майбороді звання Героя Соціалістичної Праці з врученням ордена Леніна та медалі «Серп і Молот». Окрім директора, звання героя отримали ще вісім робітників «Червоної Хвилі», це був керівник першого відділу радгоспу Пилип Куценко та ланкові: Марія Губіна, Варвара Житник, Катерина Колесник, Тетяна Лідовська, Пелагія Олійник, Ганна Пасмур і Варвара Сіренко.
У 1948 році радгосп знову зібрав високі урожаї, за що Олександр Майборода 6 квітня 1949 року отримав другий орден Леніна. Навчався на дворічних курсах підвищення кваліфікації, які закінчив у 1953 році. Через чотири роки був переведений до Балаклійського району, де очолив місцевий радгосп «Червоний Жовтень». Олександр Майборода керував господарством до 1968 року, коли обійняв посаду агронома-інструктора у Савинському цукровому радгоспі.
Працю у сільському господарстві поєднував з партійною та громадською роботою. Входив до складу бюро Великобурлуцького, Балаклійського та Савинського райкомів КПУ, обирався депутатом до відповідних районних рад та делегатом XVI з'їзду КП(б)У. Помер Олександр Майборода 15 грудня 1981 року.

## Нагороди
- Герой Соціалістичної праці (13.03.1948)[3]
- орден Леніна (13.03.1948; 6.04.1949)[3]
- орден «Знак Пошани» (10.09.1945)[2]
- медаль «Серп і Молот» (13.03.1948)[3]
- медаль «За доблесну працю у Великій Вітчизняній війні 1941—1945 рр.»[3]